# Trung tâm Nghệ thuật Biểu diễn Sejong
Trung tâm Nghệ thuật Biểu diễn Sejong là khu phức hợp văn hoá và nghệ thuật lớn nhất ở Seoul, Hàn Quốc, có diện tích trong nhà là 53.202 m². Trung tâm này tọa lạc tại trung tâm thành phố, trên đường Sejongno, con đường cắt qua cố đô nhà Triều Tiên. Trung tâm này mất 4 năm để hoàn thiện, mở cửa năm 1978. Ngày nay nơi đây sở hữu một trong những cây đại phong cầm lớn nhất châu Á.